# Stamatios Nikolopoulos
Stamatios Nikolopoulos byl řecký cyklista. Závodil na Letních olympijských hrách roku 1896 v Athénách.
Nikolopoulos soutěžil v soutěžích na 333 m (časovka) a 2 km (sprint), v obou závodech skončil druhý. Vždy byl před ním Francouz Paul Masson. Nikolopoulosův čas na 2 kilometry byl 5:00.2. V kvalifikaci na první závod 333 metrů byl za Adolfem Schmalem na druhém místě s časem 26,0 sekund. Ve finále už v závodě Schmala porazil a získal pro sebe cenné druhé místo. Jeho čas v závodě byl 25,4 sekund.